# ميجان ويلسون
ميجان ويلسون (بالإنجليزية: Megan Wilson)‏ هي فنانة أمريكية، ولدت في 1969 في بيلينغز في الولايات المتحدة.